# Hart (Texas)
Hart is een plaats (city) in de Amerikaanse staat Texas, en valt bestuurlijk gezien onder Castro County.

## Demografie
Bij de volkstelling in 2000 werd het aantal inwoners vastgesteld op 1198.
In 2006 is het aantal inwoners door het United States Census Bureau geschat op 1071, een daling van 127 (-10,6%).

## Geografie
Volgens het United States Census Bureau beslaat de plaats een oppervlakte van
1,9 km², geheel bestaande uit land. Hart ligt op ongeveer 1119 m boven zeeniveau.

## Plaatsen in de nabije omgeving
De onderstaande figuur toont nabijgelegen plaatsen in een straal van 28 km rond Hart.